# Calceispora subglobosa
Calceispora subglobosa är en svampart som beskrevs av B. Sutton 1993. Calceispora subglobosa ingår i släktet Calceispora, divisionen sporsäcksvampar och riket svampar.   Inga underarter finns listade i Catalogue of Life.